# Claroteidae
Die Claroteidae sind eine Fischfamilie aus der Ordnung der Welsartigen (Siluriformes).  Sie kommen in Flüssen und Seen Afrikas vor.

## Merkmale
Claroteidae besitzen einen mäßig langgestreckten Körper und vier Paar Barteln um das große Maul herum. Die kurz-gestrahlte Rückenflosse und die Bauchflossen weisen je einen kräftigen Hartstrahl auf. Eine Fettflosse ist vorhanden. Die Afterflosse ist kurz. Die Dentalen weisen an der Stelle, an der sie sich treffen, einen Fortsatz an der Unterseite auf.

## Systematik
Die Claroteidae werden in der klassischen Systematik der Überfamilie der Siluroidea zugerechnet und wurden früher als Teil der Stachelwelse (Bagridae) angesehen. Molekularbiologische Untersuchungen bestätigten die Eigenständigkeit der Claroteidae als Familie, die in die „Big Africa“-Gruppe gestellt wird.

## Gattungen und Arten
Die Familie umfasst acht Gattungen und über 60 Arten:
- Amarginops
  - Amarginops platus
- Bathybagrus
  - Bathybagrus grandis
  - Bathybagrus graueri
  - Bathybagrus platycephalus
  - Bathybagrus sianenna
  - Bathybagrus stappersii
  - Bathybagrus tetranema
- Chrysichthys
  - Chrysichthys acsiorum
  - Chrysichthys aluuensis
  - Chrysichthys ansorgii
  - Chrysichthys auratus
  - Chrysichthys bocagii
  - Chrysichthys brachynema
  - Chrysichthys brevibarbis
  - Kambawels (Chrysichthys cranchii)
  - Chrysichthys dageti
  - Chrysichthys delhezi
  - Chrysichthys dendrophorus
  - Chrysichthys depressus
  - Chrysichthys duttoni
  - Chrysichthys habereri
  - Chrysichthys helicophagus
  - Chrysichthys hildae
  - Chrysichthys johnelsi
  - Chrysichthys laticeps
  - Chrysichthys levequei
  - Chrysichthys longibarbis
  - Chrysichthys longidorsalis
  - Chrysichthys longipinnis
  - Chrysichthys mabusi
  - Chrysichthys macropterus
  - Chrysichthys maurus
  - Chrysichthys nigrodigitatus
  - Chrysichthys nyongensis
  - Chrysichthys ogooensis
  - Chrysichthys okae
  - Chrysichthys ornatus
  - Chrysichthys persimilis
  - Chrysichthys polli
  - Chrysichthys praecox
  - Chrysichthys punctatus
  - Chrysichthys rueppelli
  - Chrysichthys sharpii
  - Chrysichthys teugelsi
  - Chrysichthys thonneri
  - Chrysichthys thysi
  - Chrysichthys turkana
  - Chrysichthys uniformis
  - Chrysichthys wagenaari
  - Chrysichthys walkeri
- Clarotes
  - Clarotes bidorsalis
  - Clarotes laticeps
- Gephyroglanis
  - Gephyroglanis congicus
  - Gephyroglanis gymnorhynchus
  - Gephyroglanis habereri
- Lophiobagrus
  - Lophiobagrus aquilus
  - Lophiobagrus asperispinis
  - Lophiobagrus brevispinis
  - Lophiobagrus cyclurus
- Pardiglanis
  - Pardiglanis tarabinii
- Phyllonemus
  - Phyllonemus brichardi
  - Phyllonemus filinemus
  - Phyllonemus typus

Die Auchenoglanididae, ursprünglich eine Unterfamilie der Claroteidae, sind heute eine eigenständige Welsfamilie.